# Blăjeni
Blăjeni (ungarisch Blezseny oder Balázsfalva) ist eine Gemeinde im Kreis Hunedoara in der Region Siebenbürgen in Rumänien.

## Geographische Lage

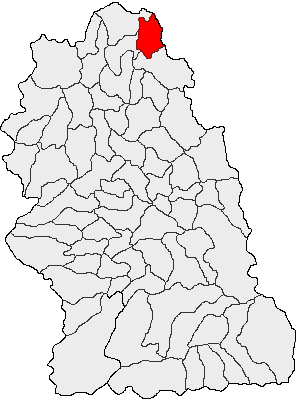
Lage der Gemeinde Blăjeni im Kreis Hunedoara

Die Gemeinde Blăjeni liegt in einer bergigen Landschaft in den nördlichen Ausläufern des Siebenbürgischen Erzgebirges im historischen Stuhlbezirk Brád des Hunyader Komitat (Komitat Eisenmarkt). Im Norden des Kreises Hunedoara an der Kreisstraße (Drum județean) DJ 742B und am Oberlauf des Crișul Alb (Weiße Kreisch), befindet sich der aus vielen Weilern bestehende Ort Blăjeni etwa drei Kilometer nördlich von der Nationalstraße DN 74 auf etwa halber Strecke zwischen den Kleinstädten Brad (Tannenhof) und Abrud (Großschlatten) im Kr. Alba. Die Kleinstadt Brad befindet sich 23 Kilometer südwestlich; die Kreishauptstadt Deva (Diemrich) etwa 63 Kilometer südlich, von Blăjeni entfernt.
Das nördliche Areal der Gemeinde liegt im Südwesten des Motzenlandes.

## Geschichte
Der Ort Blăjeni wird erstmals 1439; die eingemeindeten Dörfer Anfang des 20. Jahrhunderts urkundlich erwähnt. Auf dem von den Einheimischen genannten Berg Dealul Paltin haben die Anführer des rumänischen Horea-Aufstandes den Entschluss zur Durchführung des Aufstandes gefasst, wobei viele Bauern ihnen den Treueeid schwuren. Zur Zeit der rumänischen Revolution von 1848, soll deren Anführer in Siebenbürgen Avram Iancu, sich zwei Wochen hier in einer Höhle versteckt haben.
Die Hauptbeschäftigung der Bevölkerung sind heute die Landwirtschaft, die Viehzucht und der Obstbau. Von der Gemeindefläche werden etwa 63 % landwirtschaftlich bearbeitet, 7 % davon ist Ackerland.

## Bevölkerung
1850 lebten auf dem Gebiet der Gemeinde 2333 Einwohner. 2290 davon waren Rumänen und 43 Roma. Die größte Bevölkerungszahl 3463 – gleichzeitig die der Rumänen (3403) und die der Roma (60) – wurde 1930 ermittelt. Die höchste Anzahl der Magyaren (13) wurde 1900 und die der Deutschen (5) 1890 registriert. Bei der Volkszählung 2002 lebten auf dem Gebiet der Gemeinde nur noch 1530 Rumänen. Am 31. Oktober 2011, wurden bei einer vorläufigen Volkszählung in der Gemeinde Blăjeni, in 681 Haushalten 1240 Menschen gezählt.

## Sehenswürdigkeiten
- Die Holzkirchen in den eingemeindeten Dörfern Groșuri und Sălătruc, sowie die alten Motzenhäuser[8] der Region.
- Die Gemeinde ist durch seine Karst-Landschaft ein beliebtes Urlaubergebiet. Das eingemeindete Dorf Blăjeni-Vulcan ist ein Ausgangspunkt zum Kalkberg Vulcan oder auch Vâlcan genannt.[9] Der Berg mit 200–400 Meter hohen Steilwänden ist ca. fünf Hektar groß und an höchster Stelle (⊙) (nach unterschiedlichen Angaben) 1266 m[5] oder 1254 m[4] hoch. Zum Berg führt ab der Nationalstraße DN 74 im Buceș Pass in nördliche Richtung, ein anderthalb Kilometer langer Weg.[5]

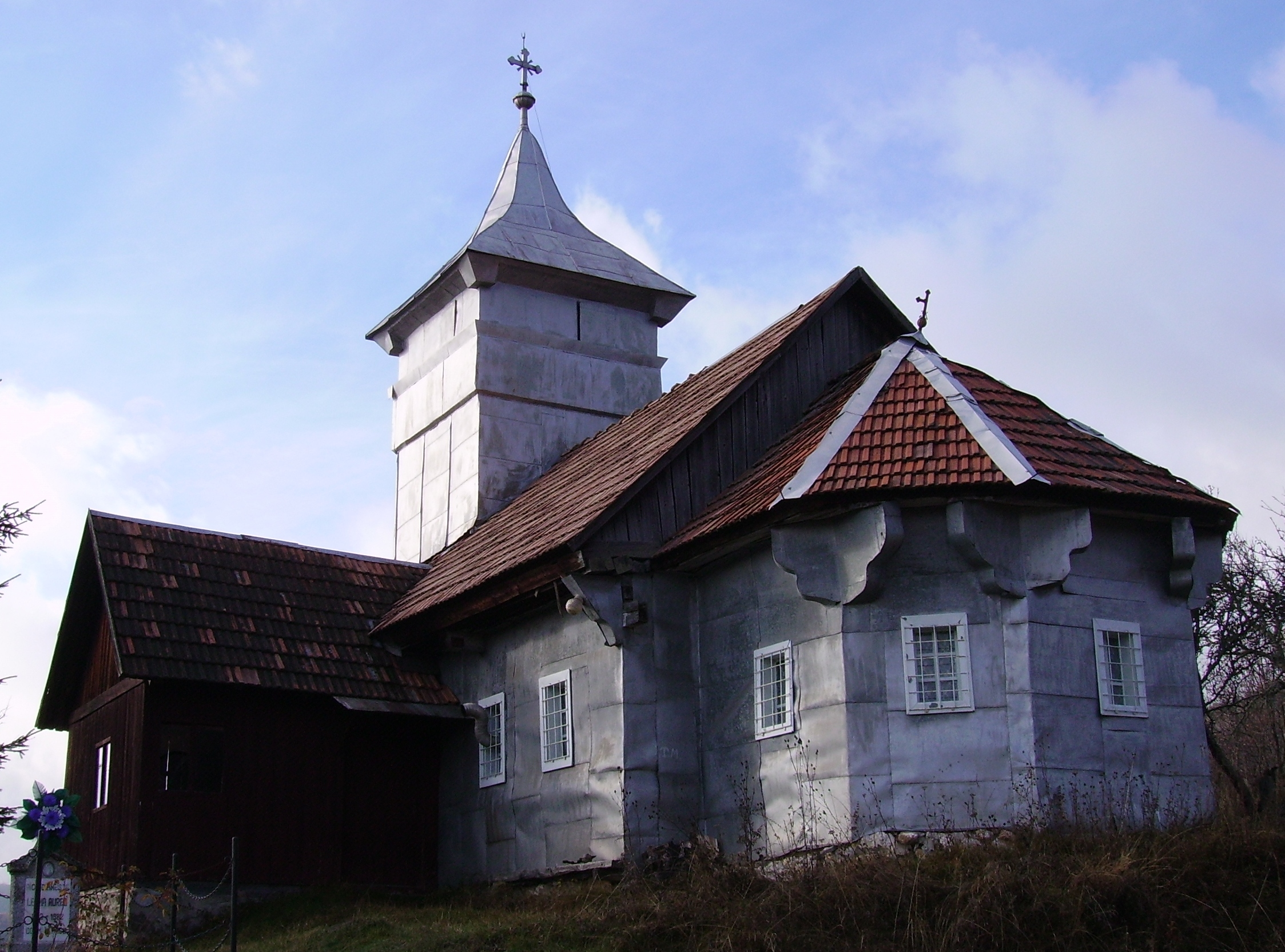
Holzkirche in Sălătruc
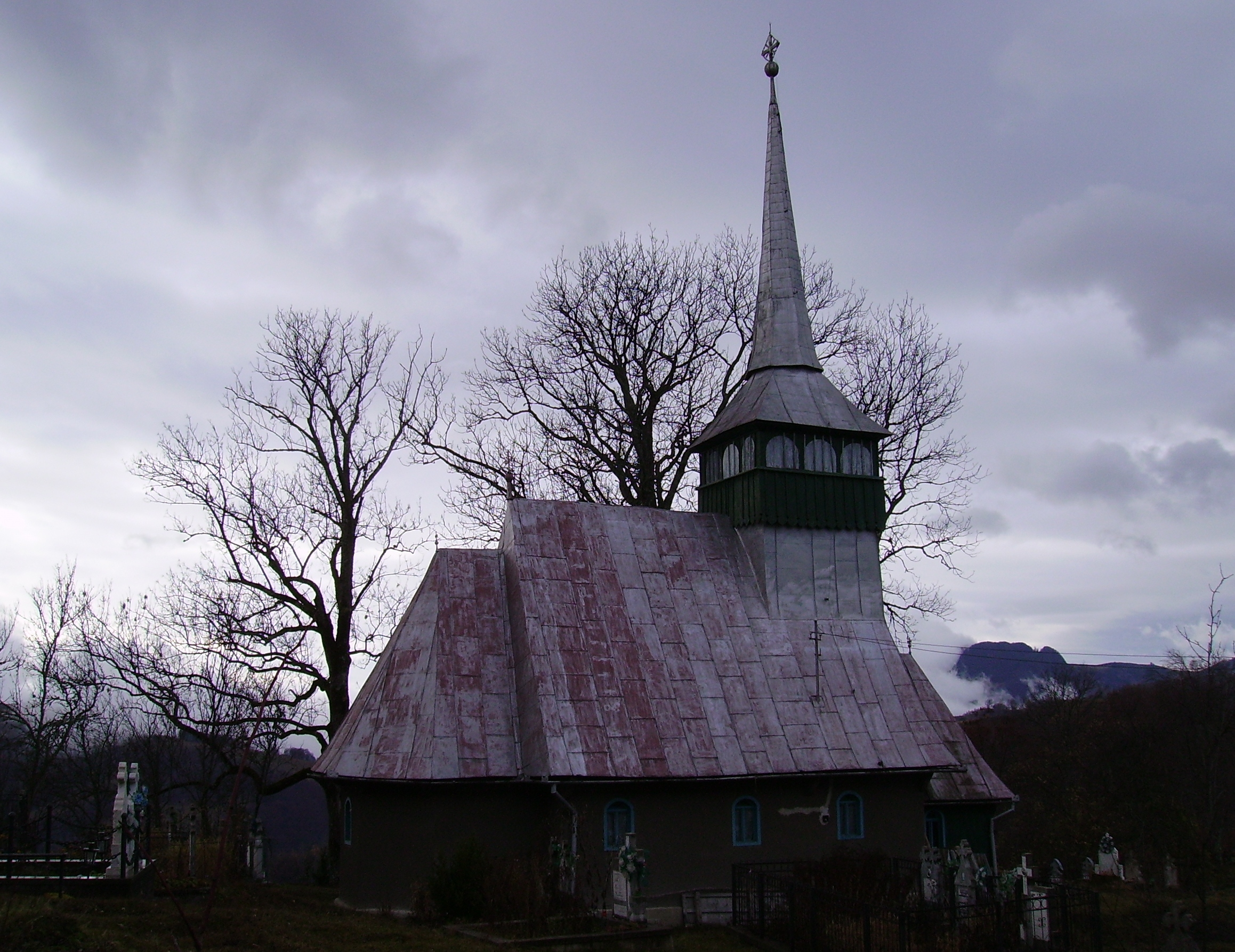
Holzkirche in Groșuri
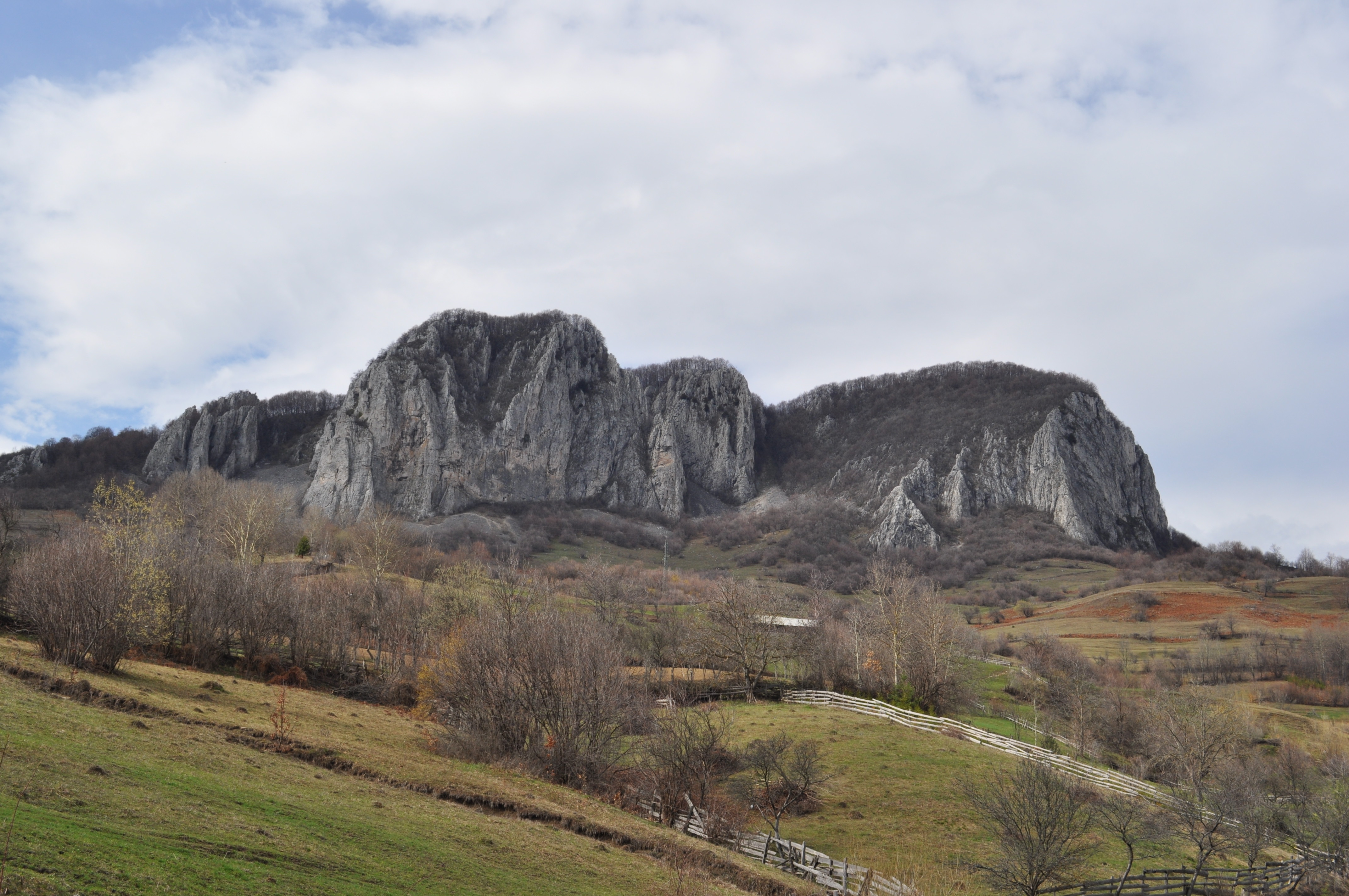
Blick auf den Kalkberg Vulcan